# Stopa lodowca
Stopa lodowca, stopa lądolodu – spągowa (dolna) część lodowca, zawierająca zazwyczaj materiał morenowy pochodzący z niszczonego przez lodowiec podłoża.